# Winthemia tricolor
Winthemia tricolor är en tvåvingeart som först beskrevs av Frederik Maurits van der Wulp 1890.  Winthemia tricolor ingår i släktet Winthemia och familjen parasitflugor. Inga underarter finns listade i Catalogue of Life.